# A-historicismo
O a-historicismo refere-se à negação ou ao desconhecimento da relação de determinados temas com a história ou com a cronologia dos fatos.
O termo a-historicismo é mais frequentemente usado como uma crítica, referindo-se a ser historicamente impreciso ou ignorante sobre o tema em questão.  Também pode descrever a falha de uma pessoa em enquadrar um argumento ou questão em um contexto histórico ou em ignorar um fato ou implicação histórica. Além disso, pode descrever uma visão político-social de que a história não é importante ou que não tem relevância na vida moderna ou na tomada de decisões. O adjetivo também pode indicar uma idealização atemporal separada do humano.

## Exemplos
Um exemplo é a convivência entre dinossauros e humanos em alguns filmes antigos, já que há uma diferença de milhões de anos entre essas duas espécies.